# アメリカン・ヒストリーX
『アメリカン・ヒストリーX』（American History X）は、1998年に制作されたアメリカ合衆国のクライム映画。それまでCM制作に携わっていたトニー・ケイの初監督作品。白人至上主義に傾倒する白人の兄弟を通して、アメリカが慢性的に抱える人種差別問題・経済格差問題を描いた作品。 エドワード・ノートンが ネオナチに走る若者を演じてアカデミー主演男優賞にノミネート。

## ストーリー
白人至上主義に傾倒するダニーの自宅に、刑務所に服役していた兄デレクが3年ぶりに帰ってくる。デレクは3年前に黒人の車泥棒を殺した罪で服役していたのだ。兄の帰宅にダニーは喜びを隠せない。なぜなら、父親を黒人に殺害されたダニーは、兄のデレクを3年間崇拝し続ける日々の中で、兄以上に白人至上主義に身を染めていた。しかし、3年ぶりに会うデレクは、以前とはまるで別人のように穏やかで公平な人間になっていた。

## キャスト
※括弧内は日本語吹替
- デレク・ヴィンヤード - エドワード・ノートン（家中宏）
- ダニー・ヴィンヤード - エドワード・ファーロング（浪川大輔）
- ドリス・ヴィンヤード - ビヴァリー・ダンジェロ（火野カチコ）
- ダヴィナ・ヴィンヤード - ジェニファー・リーン（英語版）（加藤優子）
- デニス・ヴィンヤード - ウィリアム・ラス（津田英三）
- セス・ライアン - イーサン・サプリー（遠藤純一）
- ステイシー - フェアルザ・バルク（亀井芳子）
- ボブ・スウィーニー - エイヴリー・ブルックス（池田勝）
- マーレイ - エリオット・グールド（有本欽隆）
- ラモント - ガイ・トリー（英語版）（二又一成）
- キャメロン・アレクサンダー - ステイシー・キーチ（有本欽隆）
- マクマホン - ポール・ル・マット

## スタッフ
- 監督 - トニー・ケイ（英語版）
- 製作 - ジョン・モリッシー
- 脚本 - デイヴィッド・マッケンナ（英語版）
- 撮影 - トニー・ケイ
- 音楽 - アン・ダッドリー
- 美術 - ジョン・ゲイリー・スティール
- 編集 - アラン・ハイム（英語版）、ジェリー・グリーンバーグ
- 衣装（デザイン） - ダグ・ホール
- 製作総指揮 - ビル・カラッロ、キアリー・ピーク、スティーヴ・ティッシュ、ローレンス・ターマン（英語版）

## 製作
- 主演のエドワード・ノートンはこの作品の公開に際し、再編集を施したと言われている。監督のトニー・ケイはこれに抗議する形で、自分の名前を外してアラン・スミシー名義にするように要求。これが却下されたため、トニー・ケイは全米監督協会とニュー・ライン・シネマを訴えた[2]。
- エドワード・ノートンは役作りのために筋力トレーニングに励んで体重を30ポンド増量し、『ファイト・クラブ』のナヨナヨした役柄とは全く別人の強靭な肉体を披露している。この映画を見たアーノルド・シュワルツェネッガーが、「ステロイドを打ったのか」とノートンに直接電話をかけてきたほどである。なお、当時彼はスティーヴン・スピルバーグ監督の『プライベート・ライアン』のライアン上等兵役のオファーがあったが、そのオファーを断って本作に出演した。